# عبد الله الحامدي
عبد الله الحامدي شاعر وصحفي سوري مقيم بقطر يحمل إجازة في كلية الآداب والعلوم الإنسانية، قسم اللغة العربية، جامعة دمشق، الجمهورية العربية السورية 1995 وماجستير في كلية الآداب والعلوم الإنسانية، جامعة سيدي محمد بن عبد الله فاس، المملكة المغربية 2007. 
يعمل حاليا مدير تحرير مجلة «أعناب» الثقافية الشهرية، تصدرها دار الشرق القطرية، الدوحة 2015.

## أعماله
1. - «وردة الرمل»، ديوان شعر، دار المختار، دمشق 1995.
2. - «ملامح تشكيلية قطرية»، دراسة نقدية، المجلس الوطني للثقافة والفنون والتراث، الدوحة، (مترجم إلى اللغتين الإنكليزية والفرنسية) 2003.
3. - «رحلة الياسمين»، مسرحية عن رائد المسرح العربي أحمد أبو خليل القباني (تمثيل مجموعة فنانين قطريين وعرب)، نادي الجسرة الثقافي، الدوحة 2004.
4. - «الصورة بين الشعر والتشكيل»، بحث نقدي، الندوة الدولية للفنون البصرية، مهرجان الدوحة الثقافي 2005.
5. - «نشرة غياب»، ديوان شعر، مطابع الراية، الدوحة 2005.
6. - «تجليات الثقافات الإنسانية في شعر نزار قباني»، بحث ماجستير، فاس 2007.
7. - منتج ومخرج فيلم «ماردين»، قناة الجزيرة الوثائقية، يتناول الفيلم التعايش العرقي والديني في مدينة ماردين التاريخية الواقعة على الحدود السورية التركية، المدة 27 دقيقة، تركيا 2010.
8. - «البحث عن شهرزاد: أدب الطفل طريقًا لتصحيح أوضاع اللغة العربية»، بحث وورشة، مؤتمر القرائية للجميع، بالتعاون ما بين مؤسسة الفكر العربي «عربي 21» والجمعية العربية للقراءة «تارا»، المنامة 2015.
9. - «الرهوان»، ديوان شعر، المؤسسة العربية للدراسات والنشر، بيروت وعمّان 2015.

## وصلات خارجية
الشروق «الرهوان» جديد الشاعر عبد الله الحامدي http://al-sharq.com/news/details/359956